# Barnett Newman
Barnett Newman (29. ledna 1905 – 4. července 1970) byl americký malíř a sochař, představitel abstraktního expresionismu.

## Život
Narodil se roku 1905 v New Yorku židovským rodičům, kteří se sem přestěhovali z Polska. Již od dětství se Newman zajímal o umění a na střední škole začal docházet na hodiny kreslení. Později studoval na City College of New York a později začal pracovat v podniku svého otce. Předtím, než se proslavil jako výtvarník, se věnoval pedagogické činnosti a přispíval do různých katalogů uměleckých děl. Důležitým zlomem v jeho kariéře byl infarkt, který utrpěl roku 1957. Poté se věnoval převážně tvorbě černobílých obrazů inspirovaných holokaustem. Názvy svým obrazům dával podle různých událostí. Zemřel na srdeční zástavu v roce 1970 v New Yorku.